# Cezais

Cezais este o comună în departamentul Vendée, Franța. În 2009 avea o populație de 323 de locuitori.